# Де ла Круз, Мелисса
Мелисса де ла Круз (англ. Melissa de la Cruz; род. 7 июля 1971, Манила, Филиппины) — американская писательница, автор фантастических романов для юношества.

## Биография
В 1985 году семья Мелиссы переехала в Сан-Франциско, где она окончила католическую школу при монастыре Святого Сердца. Затем жила в Нью-Йорке. Окончила Колумбийский университет (специальность — английский язык, история искусства), сотрудничала как журналист и редактор в изданиях, посвящённых моде и красоте, в том числе Cosmopolitan, Harper's Bazaar, Marie Claire; в её романах часто встречаются упоминания о моде и стиле, подробно описывается одежда героев. В 2001 году опубликовала свой первый роман «Кошачье мяу» (Cat’s Meow). Наибольшую известность ей принесла серия о вампирах «Голубая кровь» (Blue Bloods). Сейчас Мелисса живёт в Нью-Йорке и Лос-Анджелесе с мужем Майком Джонстоном (он — соавтор её последней книги) и дочерью.

## «Голубая кровь»
Серия «Голубая кровь» рассказывает о жизни вампиров («голубой крови») в современном Нью-Йорке. Героиня, Шайлер (Скайлер) ван Ален — потомок одной из семей первых переселенцев в США, которые были вампирами. Автор связывает появление в США вампиров с загадочной историей погибшей колонии Роанок.
Шайлер учится в закрытой школе Дюшен (в русском переводе ошибочно «Дачезне»), многие ученики которой, как выясняется, являются вампирами. Героине предстоит не только узнать историю своей семьи, но и сразиться с вампирами «Серебряной крови»: они не признают вампирских законов и убивают других вампиров, чтобы забрать их силу. «Голубая кровь» описана в книгах серии, как физическая особенность вампиров. На данный момент серия состоит из восьми романов и сборника рассказов:
- Голубая кровь (Blue Bloods)
- Маскарад (Masquerade)
- Откровения (Revelations)
- Наследие Ван Аленов (The Van Alen legacy)
- Тайные архивы голубой крови
- Заблудший ангел (The Misguided Angel)
- Любовь на крови (Bloody Valentine) — три рассказа из серии
- Потерянные во времени (Lost in Time)
- Волчий договор
- Врата Рая (Gates of Paradise)

## Семья Бошан
Героями этой серии книг являются представительницы семьи Бошан —  Джоанна и её две дочери — Ингрид и Фрейя и сестра Джоанны, Венди. Они обитают в маленьком городке на берегу Атлантического океана. Все три женщины — могущественные ведьмы, которым запрещено использовать магию. Джоанна умеет исцелять и даже воскрешать людей, Ингрид предсказывает будущее, Фрейя лечит сердечные печали. Все меняется, когда Фрейя заключает помолвку с таинственным богачом Браном Гардинером.
- Ведьмы с Восточного побережья (Witches of East End)
- Поцелуй змеи (Serpent’s Kiss)
- Ветра Салема (Winds of Salem)

По мотивам книг снят сериал «Ведьмы Ист-Энда»

## «Остров потерянных»
Хотите узнать, что стало со знаменитыми злодеями Малефисентой, Круэллой Де Виль, Злой Королевой, Джафаром и многими другими после того, как их свергли?
Двадцать лет назад все злодеи из королевства Аурадон были сосланы на Остров Потерянных, мрачное и унылое место, защищенное магическим куполом. Выбраться из этой тюрьмы невозможно. Воспользоваться магией тоже. Отрезанные от всего мира, лишенные волшебства злодеи вынуждены вести самую обычную жизнь и… растить детей. Мэл, Карлос, Иви и Джей – не обычные подростки, они новое поколение злодеев, продолжатели традиций своих некогда могущественных родителей. Только вот от былого величия не осталось и следа, ведь без магии что за жизнь? Но когда Мэл, Карлос, Иви и Джей отправляются на поиски Глаза Дракона, знаменитого посоха Малефисенты, у злодеев появляется шанс. Смогут ли они сбежать с Острова Потерянных и даже, возможно, навсегда изменить свою судьбу?

## Русские переводы

### «Голубая кровь»
- Мелисса де ла Круз. Голубая кровь. М., 2009 ISBN 978-5-699-38377-1
- Мелисса де ла Круз. Маскарад. М., 2010 ISBN 978-5-699-39446-3
- Мелисса де ла Круз. Откровения. М., 2010 ISBN 978-5-699-40597-8
- Мелисса де ла Круз. Наследие ван Аленов. М., 2010 ISBN 978-5-699-42330-9
- Мелисса де ла Круз. Тайные архивы Голубой крови. М., 2011 ISBN 978-5-699-48931-2
- Мелисса де ла Круз. Заблудший ангел. М., 2011 ISBN 978-5-699-52242-2
- Мелисса де ла Круз. Любовь на крови. М., 2011 ISBN 978-5-699-51338-3
- Мелисса де ла Круз. Потерянные во времени. М., 2012 ISBN 978-5-699-59814-4
- Мелисса де ла Круз. Волчий Договор

### Семья Бошам
- Мелисса де ла Круз. Ведьмы с Восточного побережья. М., 2013. ISBN 978-5-699-63858-1